# Junim (Peru)
Junim (Junín) é uma cidade do Peru, situada na região de Junim. Capital da  província homônima, sua população em 2017 foi estimada em 9.755 habitantes.